# Alimento hidrolizado

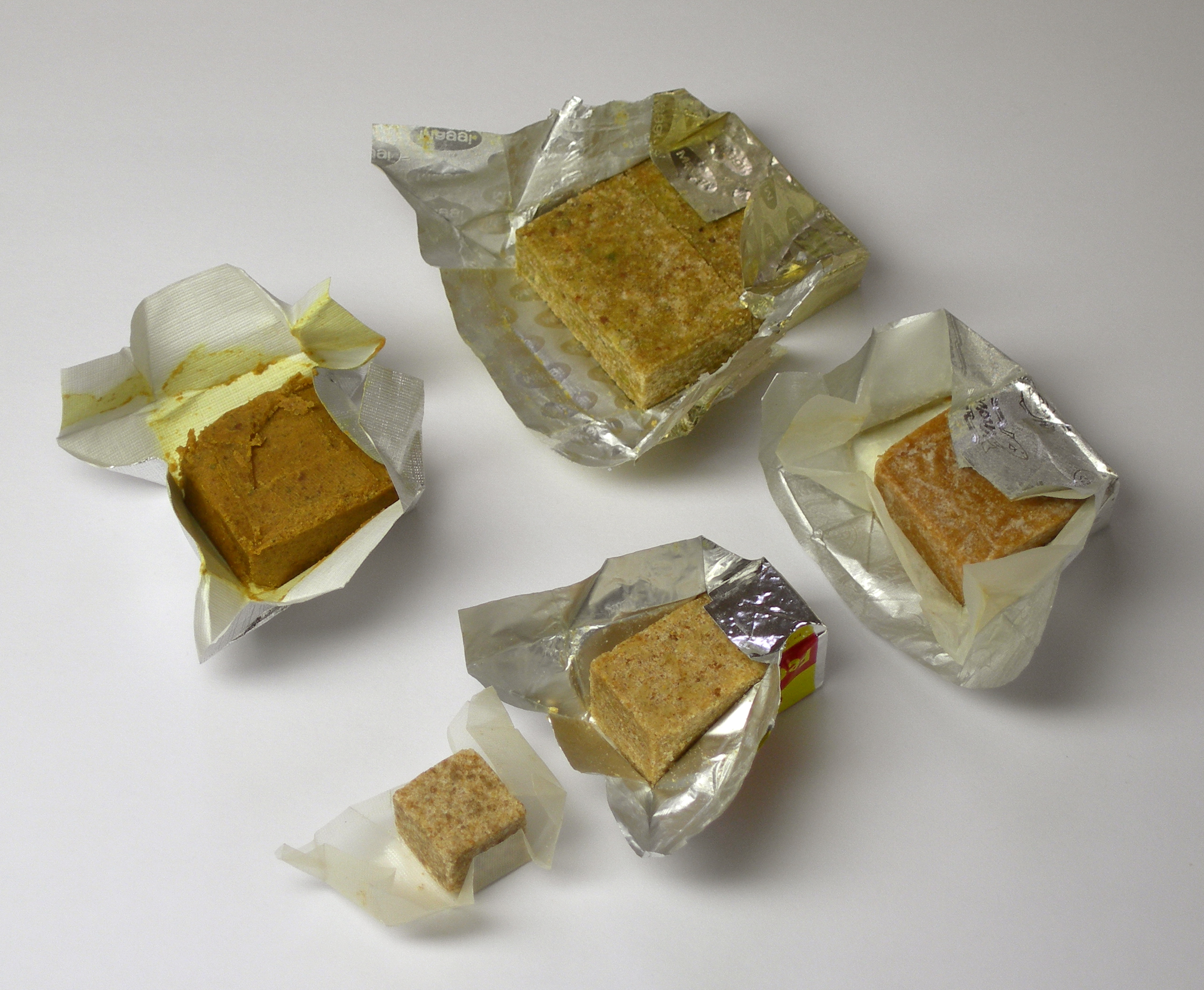
Las proteínas de verduras hidrolizadas se suelen emplear para hacer alimentos como los cubos de sopa.

Alimento hidrolizado es un alimento procesado de tal forma que alguna de las moléculas que lo componen se han subdividido (hidrolizado). El procesado puede ser de origen biológico, en el que se emplea la acción digestiva de bacterias (fermentación), o de origen bioquímico mediante procesos enzimáticos, o simplemente químico mediante aplicación directa de ácidos o alcalís. La hidrólisis en los alimentos es una forma de potenciar el sabor, y de presentar alimentos de cocinado instantáneo, y es por esta razón por la que se emplea frecuentemente en la industria alimentaria. En algunos casos se hidrolizan alimentos con el objeto de extraer moléculas que afectan a la intolerancia existente a ciertos componentes, por regla general proteínas. La hidrolización se emplea igualmente en el procesado de alimentos para los animales con el objeto de incrementar las propiedades digestivas de ciertos procesados alimenticios.

## Concepto
La hidrólisis en los alimentos ataca fundamentalmente a las moléculas poliméricas de cadena larga, provocando una ruptura de enlaces y dando lugar a moléculas de menor longitud. En el caso de los alimentos con contenidos en hidrocarburos se tienen los polisacáridos, en el caso de las carnes las proteínas. La hidrólisis de un polisacárido como el almidón (considerado como un compuesto de amilosa y la amilopectina) existente en los alimentos se puede convertir en azúcares simples (monosacáridos o disacáridos) mediante reacciones de tipo biológico: enzimático o fermentativo. Dentro de este apartado se encuentran los hidrolizados de harina de arroz que se emplean en alimentos infantiles. Los alimentos con gran contenido de almidón son el maíz, el trigo, la patata y la mandioca. Todos ellos son empleados en la industria alimenticia con el objeto de introducir efectos como: sabor, digestibilidad en los alimentos. La hidrólisis del almidón genera maltooligosacáridos se encuentran sobre todo en alimentos con hidrolizados parciales de almidón y preparaciones a base de jarabe de glucosa como ingredientes. 
La hidrólisis proteica de los alimentos convierte las proteínas en sus aminoácidos constituyentes, al igual que en peptidos, polipéptidos, y peptonas. Suele realizarse cuando se cuece un alimento en una solución de ácido hidroclórico. Dentro de las proteínas hidrolizadas algunos alimentos adquieren un sabor intenso, en el caso de las caldos. sopas, etc. Algunos de los hidrolizados de proteínas más populares son considerados suplementos nutricionales como el colágeno empleado para tratamientos de la piel, el de caseína (hidrolizados de caseína) que se emplea en la nutrición de culturistas.